# 마테오 가비아

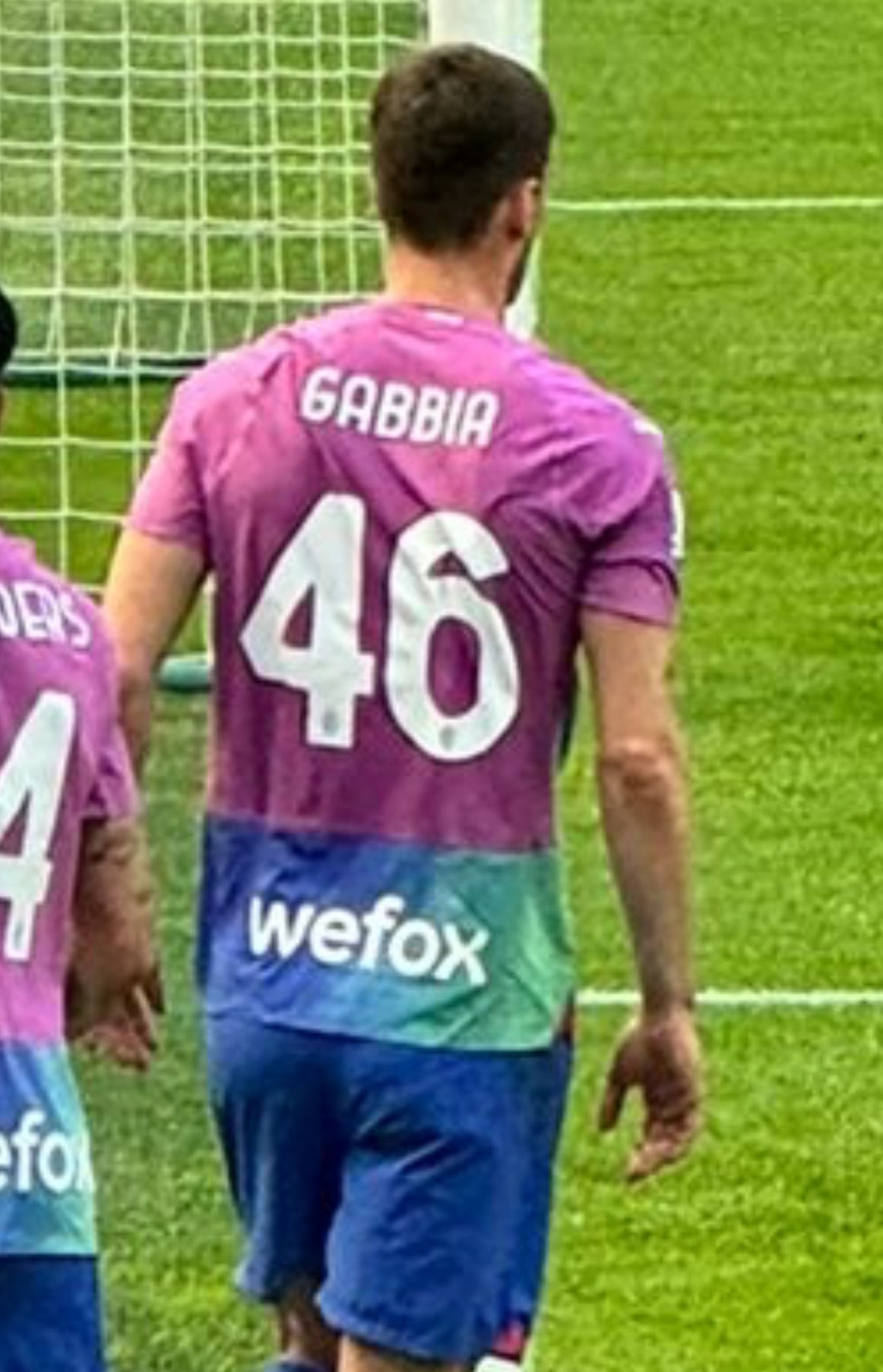

마테오 가비아(이탈리아어: Matteo Gabbia, 1999년 10월 21일 ~ )는 이탈리아의 축구 선수이다. 그의 포지션은 중앙 수비수로, 현재 세리에 A의 밀란에서 활약하고 있다.

## 클럽 경력

### 밀란
가비아는 2012년 12세의 나이로 밀란 유소년 팀에 입단했다. 2017년 5월 7일, 그는 로마와의 세리에 A 홈경기를 앞두고 빈첸초 몬텔라 감독에 의해 성인팀에 처음으로 소집되었으며 이날 경기 내내 벤치에 머물렀다. 2017년 8월 24일, 그는 슈켄디야와의 유로파리그 플레이오프 2차전에서 73분에 마누엘 로카텔리와 교체 투입되어 데뷔전을 치렀다.

#### 루케세 (임대)
2018년 8월 31일, 가비아는 세리에 C의 루케세로 한 시즌 임대되었다. 9월 16일, 그는 1-0으로 패한 아레초와의 홈경기에서 풀타임을 소화하며 세리에 C 데뷔전을 치렀다. 11일 후인 9월 27일, 그는 2-2로 비긴 카라레세와의 홈경기에서 47분에 루케세 소속으로 프로 데뷔골을 기록했다. 가비아는 루케세에서 한 시즌 동안 총 30경기에 선발로 출전해 단 2번만 교체되고 1골을 넣으며 임대를 마쳤다.

#### 밀란 임대 복귀
임대를 마치고 원 소속팀으로 복귀한 가비아는 2019-20 시즌에 알레시오 로마뇰리, 마테오 무사키오, 그리고 시몬 키에르의 뒤를 이어 네 번째 수비 옵션으로 남았으며 2020년 1월 15일, 그는 3-0으로 이긴 SPAL와의 코파 이탈리아 경기에서 82분에 시몬 키에르와 교체 투입되어 출전했다. 2020년 2월 17일, 그는 1-0으로 이긴 토리노와의 홈경기에서 44분에 또 한번 시몬 키에르와 교체 투입되어 세리에 A 데뷔전을 치렀다. 2022년 10월 25일, 가비아는 4-0으로 이긴 디나모 자그레브와의 원정 경기에서 챔피언스리그 데뷔골을 기록했다.

#### 비야레알 (임대)
2023년 7월 26일, 가비아는 2024년 6월 30일까지 스페인 라리가의 비야레알로 임대되었다. 2024년 1월 3일, 수비진의 부상으로 인한 위기 상황에서 밀란은 가비아를 임대에서 복귀시켰다.

## 국가대표팀 경력
가비아는 2016년 UEFA U-17 축구 선수권 대회에 이탈리아 대표로 참가했지만 조별 리그에서 탈락했다.
그는 이탈리아가 준우승을 차지했던 2018년 UEFA U-19 축구 선수권 대회에서 이탈리아 U-19 대표팀 일원으로 조별 리그 2경기에 출전했다. 그 후 가비아는 이탈리아 U-20 대표팀 일원으로 2019년 FIFA U-20 월드컵에 참가했다.
2019년 9월 6일, 그는 4-0으로 이긴 몰도바와의 친선 경기에서 이탈리아 U-21 대표팀 데뷔전을 치렀다.

## 플레이스타일
가비아는 다재다능한 선수로 묘사되어 왔다. 수비형 미드필더와 중앙 미드필더로 유소년 선수 경력을 시작한 그는 이후 3백 또는 4백 수비 라인에서 중앙 수비수와 같은 더 깊은 역할로 전환했다. 가비아는 볼을 따내는 능력 외에도, 플레이메이킹 능력이 뛰어나며 기회가 있을 때 공격에 가담하는 경향이 있다.

## 수상 내역
밀란
- 세리에 A: 2021–22[17]

이탈리아 U-19
- UEFA U-19 축구 선수권 대회 준우승: 2018[18]

이탈리아 U-20
- FIFA U-20 월드컵 4위: 2019[19]